# Вінслов (Арканзас)
Вінслов (англ. Winslow) — місто (англ. city) в США, в окрузі Вашингтон штату Арканзас. Населення — 365 осіб (2020).
У місті народився письменник Дуглас Джонс.

## Географія
Вінслов розташований на висоті 527 метрів над рівнем моря за координатами 35°48′5″ пн. ш. 94°7′54″ зх. д. / 35.80139° пн. ш. 94.13167° зх. д. (35.801513, -94.131745).  За даними Бюро перепису населення США в 2010 році місто мало площу 4,94 км², з яких 4,93 км² — суходіл та 0,01 км² — водойми. В 2017 році площа становила 4,68 км², з яких 4,67 км² — суходіл та 0,01 км² — водойми.

## Демографія
Згідно з переписом 2010 року, у місті мешкала 391 особа в 146 домогосподарствах у складі 105 родин. Густота населення становила 79 осіб/км².  Було 185 помешкань (37/км²). 
Расовий склад населення:
| - 95,9 % — білих - 0,5 % — корінних американців - 0,5 % — азіатів - 0,3 % — чорних або афроамериканців |

До двох чи більше рас належало 2,6 %. Іспаномовні складали 2,0 % від усіх жителів.
За віковим діапазоном населення розподілялося таким чином: 21,5 % — особи молодші 18 років, 63,4 % — особи у віці 18—64 років, 15,1 % — особи у віці 65 років та старші. Медіана віку мешканця становила 43,6 року. На 100 осіб жіночої статі у місті припадало 109,1 чоловіків;  на 100 жінок у віці від 18 років та старших — 113,2 чоловіків також старших 18 років.
Середній дохід на одне домашнє господарство  становив 43 670 доларів США (медіана — 37 917), а середній дохід на одну сім'ю — 55 740 доларів (медіана — 51 000). За межею бідності перебувало 20,5 % осіб, у тому числі 41,5 % дітей у віці до 18 років та 10,6 % осіб у віці 65 років та старших.
Цивільне працевлаштоване населення становило 154 особи. Основні галузі зайнятості: освіта, охорона здоров'я та соціальна допомога — 21,4 %, виробництво — 16,2 %, роздрібна торгівля — 13,6 %, транспорт — 12,3 %.
За даними перепису населення 2000 року у місті Вінслов проживало 399 осіб, 108 сімей, налічувалося 148 домашніх господарств і 170 житлових будинків. Середня густота населення становила близько 81,4 осіб на один квадратний кілометр. Расовий склад міста за даними перепису розподілився таким чином: 91,48% білих, 1,00% — чорних або афроамериканців, 2,01% — корінних американців, 4,76% — представників змішаних рас, 0,75% — інших народів. Іспаномовні склали 0,75% від усіх жителів міста.
З 148 домашніх господарств в 31,1% — виховували дітей віком до 18 років, 60,8% представляли собою подружні пари, які спільно проживали, в 8,1% сімей жінки проживали без чоловіків, 26,4% не мали сімей. 22,3% від загального числа сімей на момент перепису жили самостійно, при цьому 8,8% склали самотні літні люди у віці 65 років та старше. Середній розмір домашнього господарства склав 2,70 особи, а середній розмір родини — 3,18 особи.
Населення міста за віковим діапазоном за даними перепису 2000 року розподілилося таким чином: 28,6% — жителі молодше 18 років, 8,0% — між 18 і 24 роками, 23,3% — від 25 до 44 років, 25,8% — від 45 до 64 років і 14,3% — у віці 65 років та старше. Середній вік мешканця склав 38 років. На кожні 100 жінок в місті припадало 105,7 чоловіків, у віці від 18 років та старше — 103,6 чоловіків також старше 18 років.
Середній дохід на одне домашнє господарство в місті склав 24 306 доларів США, а середній дохід на одну сім'ю — 28 125 доларів. При цьому чоловіки мали середній дохід в 28 625 доларів США на рік проти 17 125 доларів середньорічного доходу у жінок. Дохід на душу населення в місті склав 12 109 доларів на рік. 17,5% від усього числа сімей в окрузі і 24,0% від усієї чисельності населення перебувало на момент перепису населення за межею бідності, при цьому 37,3% з них були молодші 18 років і 15,4% — у віці 65 років та старше.